# Championnat du monde de futsal AMF
Cet article concerne la compétition organisée selon les règles AMF. Pour celle organisée selon les règles FIFA, voir Coupe du monde de futsal FIFA.
Le Championnat du monde de futsal AMF est une compétition internationale de futsal qui se déroule ordinairement tous les quatre ans. Elle est organisée par la Association mondiale de futsal (AMF) et met aux prises des sélections nationales. Cette compétition est ouverte à toutes les fédérations reconnues par l'AMF.

## Histoire
La FIFUSA organise trois Championnats du monde de Futsal, dont le premier en 1982 à Sao Paulo (Brésil). Les quatre suivants sont gérés par la Confédération panaméricaine de futsal (PANAFUTSAL).
Le palmarès des Championnats du Monde de futsal continue après l'an 2000 sous l'égide de l'Association mondiale de futsal (AMF).
À la suite de l'édition AMF 2019 et jusqu'à celle FIFA 2021, l'Argentine possèdent ses deux équipes nationales de futsal toutes deux championnes du monde en même temps.

## Palmarès

### Par édition
| #          | Année      | Lieu         |               | Champion     | Score      | Finaliste  |             | Troisième      | Score       | Quatrième  |
| Ère FIFUSA | Ère FIFUSA | Ère FIFUSA   | Ère FIFUSA    | Ère FIFUSA   | Ère FIFUSA | Ère FIFUSA | Ère FIFUSA  | Ère FIFUSA     | Ère FIFUSA  | Ère FIFUSA |
| ---------- | ---------- | ------------ | ------------- | ------------ | ---------- | ---------- | ----------- | -------------- | ----------- | ---------- |
| 1          | 1982       | São Paulo    |               | Brésil       | 1 - 0      | Paraguay   |             | Uruguay        | ?           | Colombie   |
| 2          | 1985       | Madrid       | Brésil (2)    | 3 - 1        | Espagne    | Paraguay   | 10 - 3      | Argentine      |             |            |
| 3          | 1988       | Melbourne    | Paraguay      | 2 - 1        | Brésil     | Espagne    | 5 - 1       | Portugal       |             |            |
| 4          | 1991       | Milan        | Portugal      | 1-1 tab 3-2  | Paraguay   | Brésil     | 3 - 2       | Bolivie        |             |            |
| 5          | 1994       | Buenos Aires | Argentine     | 2 - 1 ap     | Colombie   | Uruguay    | 7 - 4       | Brésil         |             |            |
| 6          | 1997       | Mexico       | Vénézuela     | 4 - 0        | Uruguay    | Brésil     | ?           | Russie         |             |            |
| 7          | 2000       | La Paz       | Colombie      | 3-3 tab 3-1  | Bolivie    | Argentine  | 6-6 tab 6-5 | Russie         |             |            |
| Ère AMF    |            |              |               |              |            |            |             |                |             |            |
| 8          | 2003       | Asuncion     |               | Paraguay (2) | 3 - 1      | Colombie   |             | Bolivie        | Classement* | Pérou      |
| 9          | 2007       | Mendoza      | Paraguay (3)  | 1 - 0        | Argentine  | Colombie   | 6 - 4       | Pérou          |             |            |
| 10         | 2011       | Bogota       | Colombie (2)  | 8 - 2        | Paraguay   | Argentine  | 8 - 4       | Russie         |             |            |
| 11         | 2015       | Minsk        | Colombie (3)  | 4 - 0        | Paraguay   | Argentine  | 7 - 1       | Belgique       |             |            |
| 12         | 2019       | Misiones     | Argentine (2) | 3 - 2 ap     | Brésil     | Colombie   | 11 - 1      | Afrique du Sud |             |            |

* : Classement par points avec finale à quatre

### Par pays
| Nation    | Champion             | Finaliste                  | Troisième            | Quatrième | Total finales | Total demi-finales |
| --------- | -------------------- | -------------------------- | -------------------- | --------- | ------------- | ------------------ |
| Paraguay  | 3 (1988, 2003, 2007) | 4 (1982, 1991, 2011, 2015) | 1 (1985)             | -         | 7             | 8                  |
| Colombie  | 3 (2000, 2011, 2015) | 2 (1994, 2003)             | 2 (2007, 2019)       | 1 (1982)  | 5             | 8                  |
| Brésil    | 2 (1982, 1985)       | 2 (1988, 2019)             | 2 (1991, 1997)       | 1 (1994)  | 4             | 7                  |
| Argentine | 2 (1994, 2019)       | 1 (2007)                   | 3 (2000, 2011, 2015) | 1 (1985)  | 3             | 7                  |
| Portugal  | 1 (1991)             | -                          | -                    | 1 (1988)  | 1             | 2                  |
| Vénézuela | 1 (1997)             | -                          | -                    | -         | 1             | 1                  |
| Uruguay   | -                    | 1 (1997)                   | 2 (1982, 1994)       | -         | 1             | 3                  |
| Espagne   | -                    | 1 (1985)                   | 1 (1988)             | -         | 1             | 2                  |
| Bolivie   | -                    | 1 (2000)                   | 1 (2003)             | -         | 1             | 2                  |

### Par continent
| Continent (confédération)       | Champion | Finaliste | Troisième | Quatrième | Total finales | Total demi-finales |
| ------------------------------- | -------- | --------- | --------- | --------- | ------------- | ------------------ |
| Amérique du Sud (CPFS)          | 11       | 11        | 11        | 6         | 22            | 39                 |
| Europe (UEFs puis FEF)          | 1        | 1         | 1         | 5         | 2             | 8                  |
| Afrique (CAFUSA)                | -        | -         | -         | 1         | -             | 1                  |
| Amérique du Nord (CONCACFUTSAL) | -        | -         | -         | -         | -             |                    |
| Asie (CAFS)                     | -        | -         | -         | -         | -             |                    |
| Océanie (CFSO)                  | -        | -         | -         | -         | -             |                    |